# Benina
Benina (in arabo بنينا‎?, Benīnā) è un centro abitato della Libia, nella regione della Cirenaica. Vi si trova l'Aeroporto Internazionale di Bengasi-Benina.

## Storia
Nel 1911 durante la Guerra italo-turca, costituì base armata per lo sviluppo di numerose azioni compiute contro fortificazioni e truppe italiane nel settore di Bengasi.  Nel 1912, concluso il Trattato di Losanna, il campo di Benina rimase attivo fino all'aprile del 1913 quando le truppe del generale D'Alessandro distrussero la base catturando ingenti quantitativi di materiale bellico e di derrate alimentari.